# Unofficial Football World Championships
L'Unofficial Football World Championship è un sistema di classificazione non ufficiale per squadre nazionali di calcio, adottato per stabilire quale sia la migliore al mondo.
Il sistema UFWC si ispira a quello utilizzato negli sport da combattimento come il pugilato e le arti marziali miste; infatti, il titolo di "migliore nazionale al mondo" viene assegnato alla nazionale che sconfigge la detentrice precedente in una partita, che può anche essere amichevole, e passa di mano quando quest'ultima, a sua volta, viene sconfitta da un'altra squadra, dando vita ad una reazione a catena. Tale sistema non ha alcuna pretesa di affidabilità riguardo ai valori espressi in campo e non è riconosciuto ufficialmente dalla FIFA.
La nazionale detentrice del titolo è la Svezia che l'ha conquistato il 10 giugno 2025 sconfiggendo l’Algeria in un’amichevole vinta per 4-3. 

## Storia
L'idea di adottare un sistema di questo tipo nacque tra i tifosi della Scozia, i quali sostennero di essere i campioni del mondo non ufficiali dato che la loro nazionale aveva battuto l'Inghilterra nel 1967; si trattava, infatti, della prima sconfitta dei Tre Leoni dopo la conquista del campionato mondiale.
Molti anni più tardi fu creato un sito web per mostrare i risultati della ricerca nata da questa idea, ripreso successivamente dal magazine FourFourTwo.

## Regole
- La prima nazionale a detenere il titolo, retroattivamente, è stata l'Inghilterra, poiché sconfisse la Scozia nella prima partita internazionale ufficiale nella storia del calcio (8 marzo 1873).
- Il titolo viene messo in palio in tutte le partite internazionali ufficiali (comprese le amichevoli) disputate dalla nazionale detentrice.
- La partita per il titolo viene giocata con le regole della competizione, quindi può essere decisa anche ai tempi supplementari o ai tiri di rigore; in caso di pareggio, il titolo rimane alla nazionale detentrice.

## Detentore
La nazionale detentrice del titolo è la Svezia, che l'ha conquistato il 10 giugno 2025 sconfiggendo l’Algeria in un’amichevole vinta per 4-3
| Arbitro: | Rob Harvey |

|                                 |           |                                      |
| Sema 14’, 39’, 50’ Salétros 56’ | Marcatori | 64’ Bennacer 71’ Benzia 86’ Bentaleb |

## Albo d'oro

### Cronistoria
La seguente tabella raggruppa soltanto i detentori dal 2010 ad oggi.
| Data             | Partita        | Partita   | Partita        | Città        | Competizione                                        |
| Data             | Vincitore      | Risultato | Sconfitto      | Città        | Competizione                                        |
| ---------------- | -------------- | --------- | -------------- | ------------ | --------------------------------------------------- |
| 10 giugno 2025   | Svezia         | 4-3       | Algeria        | Stoccolma    | Amichevole                                          |
| 17 novembre 2024 | Algeria        | 5–1       | Liberia        | Tizi Ouzou   | Qualificazioni alla Coppa d'Africa                  |
| 27 ottobre 2024  | Liberia        | 2–1       | Sierra Leone   | Monrovia     | Qualificazioni al campionato delle nazioni africane |
| 15 ottobre 2024  | Sierra Leone   | 1–0       | Costa d'Avorio | Freetown     | Qualificazioni alla Coppa d'Africa                  |
| 26 marzo 2024    | Costa d'Avorio | 2–1       | Uruguay        | Lens         | Amichevole                                          |
| 16 novembre 2023 | Uruguay        | 2–0       | Argentina      | Buenos Aires | Qualificazioni al campionato mondiale               |
| 13 dicembre 2022 | Argentina      | 3–0       | Croazia        | Lusail       | Campionato mondiale                                 |
| 10 giugno 2022   | Croazia        | 1–0       | Danimarca      | Copenaghen   | Nations League                                      |
| 3 giugno 2022    | Danimarca      | 2–1       | Francia        | Saint-Denis  | Nations League                                      |
| 10 ottobre 2021  | Francia        | 2–1       | Spagna         | Milano       | Nations League                                      |
| 6 ottobre 2021   | Spagna         | 2–1       | Italia         | Milano       | Nations League                                      |
| 7 settembre 2020 | Italia         | 1–0       | Olanda         | Amsterdam    | Nations League                                      |
| 6 settembre 2019 | Olanda         | 4–2       | Germania       | Amburgo      | Qualificazioni al campionato europeo                |
| 24 marzo 2019    | Germania       | 3–2       | Olanda         | Amsterdam    | Qualificazioni al campionato europeo                |
| 16 novembre 2018 | Olanda         | 2–0       | Francia        | Rotterdam    | Nations League                                      |
| 15 luglio 2018   | Francia        | 4–2       | Croazia        | Mosca        | Campionato mondiale                                 |
| 1º luglio 2018   | Croazia        | 1–1 (dtr) | Danimarca      | Novgorod     | Campionato mondiale                                 |
| 16 giugno 2018   | Danimarca      | 1–0       | Perù           | Saransk      | Campionato mondiale                                 |
| 31 agosto 2017   | Perù           | 2–1       | Bolivia        | Lima         | Qualificazioni al campionato mondiale               |
| 28 marzo 2017    | Bolivia        | 2–0       | Argentina      | La Paz       | Qualificazioni al campionato mondiale               |
| 24 marzo 2017    | Argentina      | 1–0       | Cile           | Buenos Aires | Qualificazioni al campionato mondiale               |
| 15 novembre 2016 | Cile           | 3–1       | Uruguay        | Santiago     | Qualificazioni al campionato mondiale               |
| 6 settembre 2016 | Uruguay        | 4–0       | Paraguay       | Montevideo   | Qualificazioni al campionato mondiale               |
| 1 settembre 2016 | Paraguay       | 2–1       | Cile           | Asunción     | Qualificazioni al campionato mondiale               |
| 18 giugno 2016   | Cile           | 7–0       | Messico        | Santa Clara  | Campionato americano                                |
| 5 giugno 2016    | Messico        | 3–1       | Uruguay        | Glendale     | Campionato americano                                |
| 17 novembre 2015 | Uruguay        | 3–0       | Cile           | Montevideo   | Qualificazioni al campionato mondiale               |
| 4 luglio 2015    | Cile           | 0–0 (dtr) | Argentina      | Santiago     | Campionato americano                                |
| 26 giugno 2015   | Argentina      | 0–0 (dtr) | Colombia       | Viña del Mar | Campionato americano                                |
| 17 giugno 2015   | Colombia       | 1–0       | Brasile        | Santiago     | Campionato americano                                |
| 11 ottobre 2014  | Brasile        | 2–0       | Argentina      | Pechino      | Amichevole                                          |
| 9 luglio 2014    | Argentina      | 0–0 (dtr) | Olanda         | San Paolo    | Campionato mondiale                                 |
| 5 luglio 2014    | Olanda         | 0–0 (dtr) | Costa Rica     | Salvador     | Campionato mondiale                                 |
| 14 giugno 2014   | Costa Rica     | 3–1       | Uruguay        | Fortaleza    | Campionato mondiale                                 |
| 16 ottobre 2013  | Uruguay        | 3–2       | Argentina      | Montevidéo   | Qualificazioni al campionato mondiale               |
| 6 febbraio 2013  | Argentina      | 3–2       | Svezia         | Solna        | Amichevole                                          |
| 23 gennaio 2013  | Svezia         | 2–1       | Nord Corea     | Chiang Mai   | Amichevole                                          |
| 15 novembre 2011 | Nord Corea     | 1–0       | Giappone       | Pyongyang    | Qualificazioni al campionato mondiale               |
| 8 ottobre 2010   | Giappone       | 1–0       | Argentina      | Saitama      | Amichevole                                          |
| 7 settembre 2010 | Argentina      | 4–1       | Spagna         | Buenos Aires | Amichevole                                          |
| 11 luglio 2010   | Spagna         | 1–0       | Olanda         | Johannesburg | Campionato mondiale                                 |

### Campione annuale
La seguente tabella raggruppa soltanto i campioni annuali dal 2010 ad oggi.
| Anno | Campione   | Confederazione |
| ---- | ---------- | -------------- |
| 2024 | Algeria    | CAF            |
| 2023 | Uruguay    | CONMEBOL       |
| 2022 | Argentina  | CONMEBOL       |
| 2021 | Francia    | UEFA           |
| 2020 | Italia     | UEFA           |
| 2019 | Olanda     | UEFA           |
| 2018 | Olanda     | UEFA           |
| 2017 | Perù       | CONMEBOL       |
| 2016 | Cile       | CONMEBOL       |
| 2015 | Uruguay    | CONMEBOL       |
| 2014 | Brasile    | CONMEBOL       |
| 2013 | Uruguay    | CONMEBOL       |
| 2012 | Nord Corea | AFC            |
| 2011 | Nord Corea | AFC            |
| 2010 | Giappone   | AFC            |

## Variante
Una variante del sistema UFWC è il Virtual World Championship, il quale assegna il titolo di "migliore nazionale al mondo" tenendo conto solo delle partite giocate nell'ambito delle competizioni riconosciute ufficialmente dalla FIFA; sono quindi escluse le amichevoli, ritenute poco attendibili per via dell'usanza sempre crescente delle nazionali nello schierare formazioni rimaneggiate.
Il Virtual World Championship vede come punto di partenza la finale dei giochi olimpici del 1908 tra Regno Unito e Danimarca; i giochi olimpici a partire dal 1936 non sono presi in considerazione poiché le nazionali maggiori hanno smesso di prendervi parte in favore delle nazionali giovanili.
La nazionale detentrice del titolo secondo il VWC è il Brasile, che l'ha conquistato l’11 giugno 2025 sconfiggendo il Paraguay per 1-0.